# Łyscewicze
Łyscewicze (biał. Лысавічы, ros. Лысовичи) – wieś na Białorusi, w obwodzie mińskim, w rejonie mińskim, w sielsowiecie Józefowo.